# From the Start
"From the Start" é uma música da cantora islandesa Laufey. Foi lançada como single em 10 de maio de 2023 pela AWAL.

## Contexto
"From the Start" foi lançada após a apresentação de Laufey com a Orquestra Sinfônica da Islândia, A Night at the Symphony, em 2023. Liricamente, a música fala sobre o amor não correspondido entre a protagonista e seu melhor amigo, descrevendo-a como "uma mistura divertida de sons antigos com letras modernas."

## Desempenho
A música alcançou 1 milhão de streams em menos de 24 horas após o lançamento. Atualmente (28 de outubro de 2024) a música tem 510 milhões de streams.

## Gráficos
| Gráfico (2023)                        | Posição Máxima |
| ------------------------------------- | -------------- |
| Canadian Hot 100 (Billboard)          | 85             |
| New Zealand Hot Singles (RMZN)        | 8              |
| UK Singles (OCC)                      | 92             |
| UK Indie (OCC)                        | 39             |
| US Bubbling Under Hot 100 (Billboard) | 1              |